# メナルト・レコーズ
メナルト・レコーズ（Menart Records）は、スロベニアとクロアチアに拠点を持つレコード会社である。サブ・レーベルとしてクロアチアではDop Records、スロベニアではDarwin、KifKif、KarmaRecordsを持っている。

## 歴史
メナルト・レコーズは1990年代半ばにスロベニアのレコード会社として、ボスティアン・メナルト（Bostjan Menart）によって設立された。同国で成功を収めた後にクロアチアにも事務所が開設された。

## 活動
メナルト・レコーズは、旧ユーゴスラビア諸国におけるソニーBMG、エーデル（Edel Music）、イーグル・ロック（Eagle Rock Entertainment）、マトリックス・ミュージック（Matrix Music Marketing）の排他的ライセンス・パートナーであり、またスロベニアにおけるヒット・レコーズ（Hit Records）の排他的ライセンス・パートナーである。
スロベニアではポピュラー音楽の最大手のレコード会社であり、アトミック・ハルモニク、ダンD（Dan D）、シッダールタ（Siddharta）、ヤン・プレステニャク（Jan Plestenjak）、ロベルト・ペシュト（en:Robert Pešut - Magnifico）、アーリャ（Alya）、サーシャ・レンデロ（Saša Lendero）、ターボ・エンジェルス（Turbo Angels）、ニエト（Niet）、レベカ・ドレメリ（Rebeka Dremelj）、キングストン（Kingston）などを擁し、ヒットチャートや売り上げで支配的な地位を占めている。物理メディアでの音楽販売のほか、2008年からはmZone.siを通じてのダウンロード販売も始まった。
クロアチアでも有力レコード会社として、強固なA&R管理とマーケティング・ソリューションで知られ、クロアチアの主要な音楽シーンの一角を占めており、TBF（TBF）、コロニア（Colonia）、フラドノ・ピヴォ（Hladno Pivo）、エド・マーイカ、ゴラン・カラン（Goran Karan）、カルマ（Karma）、レトゥ・シュトゥケ（Letu štuke）、ルカ・ニジェティッチ、ピップス・チップス&ビデオクリップス（Pips Chips & Videoclips）、ロロブリギダ・ガールズ（Lollobrigida Girls）などを擁する。

### 国際的な活動
メナルト社が保有する作品は、ライセンス・パートナーを通じて旧ユーゴスラビア圏の外でも発売されている
- カルマ - チェコ共和国とスロバキアでも人気が高い。このほか、アルバム『Seven Days』はウクライナや中国でも発売された。また、複数の楽曲がコンピレーションCDに収録され、世界各地で発売されている。
- シッダールタ
- コロニア - ポーランド、チェコ共和国、スロバキア、東アジアでも発売されている。このほか、アルバム『Najbolje od Svega』はロシアでも発売された。